# Yamashita Keigo
Dans ce nom japonais, le nom de famille, Yamashita, précède le nom personnel.
Yamashita Keigo (山下敬吾), né le 6 septembre 1978, est un joueur de go professionnel.

## Titres
| Titre       | Années                 |
| ----------- | ---------------------- |
| Ryusei      | 2010, 2013             |
| Honinbo     | 2010, 2011             |
| Kisei       | 2003, 2006, 2008, 2009 |
| Tengen      | 2004, 2009             |
| Oza         | 2006, 2007             |
| Gosei       | 2000                   |
| Shinjin-O   | 1998, 2000, 2001       |
| NEC Shun-Ei | 1999                   |
| Total       | 17                     |